# ヘキサゴンファミリーコンサート 2010 WE LIVE ヘキサゴン
「ヘキサゴンファミリーコンサート 2010 WE LIVE ヘキサゴン」は、「クイズ!ヘキサゴンII」から生まれたユニット、「フレンズ」、「Pabo」、「サーターアンダギー」をはじめとするヘキサゴンオールスターズのコンサートである。コンサートの正式タイトルはヘキサゴンファミリーコンサート  クイズ！ヘキサゴンII  スーパーヒットパレード  We Live HEXAGON 2010である。

## 開催日
- 開催日時：2010年12月11日
- 会場：幕張メッセイベントホール
- 開演時間
  - 昼の部：14:00開演
  - 夜の部：18:00開演

## 概要
- この年は会場を国立代々木競技場 第一体育館から幕張メッセイベントホールに移された（理由は代々木で開催していたバレーボール世界選手権の片付けが間に合わずの形で幕張開催となった。代々木以外での開催はこれが初めて）。
- 今回は、ほとんどの曲で、メインステージとバッグステージの間を出演者がトロッコで移動するなど、どの席でも楽しめる演出がなされた。
- なお、翌年8月末に 紳助が引退したため、今回が紳助にとって最後のコンサートとなった。また、紳助の引退に伴い翌年9月で番組自体も終了したため、今回が番組放送中に開催された最後のコンサートとなった（翌年は、番組終了後に開催された）。

## 出演者

### 総合司会
- 島田紳助（カシアス島田 / 夜の部）
- 中村仁美（フジテレビアナウンサー）

### 参加ユニット
- 羞恥心
  - つるの剛士（羞）
  - 野久保直樹（恥 / VTRと音源で出演）特別出演
  - 上地雄輔（心）

フレンズ
  - つるの剛士
  - 崎本大海

Pabo
  - 里田まい（カントリー娘。）
  - スザンヌ
  - 木下優樹菜

サーターアンダギー
  - 山田親太朗
  - 森公平（新選組リアン）
  - 松岡卓弥

famille 〜ファミーユ〜
  - Pabo
  - 神戸蘭子
  - 南明奈
  - 矢口真里
  - misono

里田まい with 合田家族
  - 里田まい
  - misono
  - 藤本敏史（FUJIWARA）
  - 神戸蘭子

エアヴィジュアルバンド
  - 庄司智春（品川庄司）
  - 波田陽区
  - RYOEI
  - アンガールズ
    - 山根良顕
    - 田中卓志

トモとスザンヌ
  - 庄司智春（品川庄司）
  - スザンヌ

部長と部下
  - 牧原俊幸（フジテレビアナウンサー）
  - 中村仁美（同上）

南明奈のスーパーマイルドセブン
  - 南明奈
  - 崎本大海
  - FUJIWARA
    - 藤本敏史
    - 原西孝幸

  - 波田陽区
  - 小島よしお
  - クリス松村

品川祐とスベラーズ
  - 品川祐（品川庄司）
  - スベラーズ
    - 岡田圭右（ますだおかだ）
    - 小島よしお
    - 波田陽区

ラクダとカッパ with ラクダ隊&カッパ隊 from HAダンサーズ2010
  - クリス松村
  - 山根良顕（アンガールズ）
  - カッパ隊
    - 山田親太朗
    - まいける
    - 附田花香

  - ラクダ隊
    - 南明奈
    - 森公平（新選組リアン）
    - 松岡卓弥

矢口真里とストローハット with Akane & Akina
  - 矢口真里
  - 大沢あかね
  - 南明奈（さとう里香の代役。このコンサート以降事実上の正式メンバーとなる。）
  - 元木大介
  - 山根良顕（アンガールズ）
  - クリス松村
  - 品川祐（品川庄司）
  - 岡田圭右（ますだおかだ）
  - 原西孝幸（FUJIWARA）

スザンヌ×スザンぬ
  - スザンヌ
  - 榊原徹士（新選組リアン）
  - 大沢あかね（スザンぬの声）

ツバサ
  - つるの剛士
  - 里田まい（カントリー娘。）
  - RYOEI
  - misono

波田原西
  - 波田陽区
  - 原西孝幸（FUJIWARA）

一発屋2010
  - ダンディ坂野
  - 波田陽区
  - 小島よしお
  - 岡田圭右 （ますだおかだ / 金剛地武志の代役（昼の部））
  - 高原兄（金剛地武志の代役（夜の部））

新選組リアン
  - 森公平
  - 榊原徹士
  - 山口純
  - 関義哉
  - 國定拓弥

まいける&はなか
  - まいける
  - 附田花香
  - スペシャルバックダンサー
    - 品川祐（品川庄司）
    - 元木大介
    - 渡辺正行
    - ラサール石井

スペシャルユニット
- 雄×紳×剛×エアバンド
  - 島田紳助
  - つるの剛士
  - 上地雄輔
  - エアバンド
    - 庄司智春（品川庄司 / ギター）
    - 波田陽区
    - アンガールズ
      - 山根良顕
      - 田中卓志
- FRIENDS II（後にWE LOVE ヘキサゴン 2011でmari♥misoとして正式ユニットとなる）
  - 矢口真里
  - misono
- おじサーター
  - 渡辺正行
  - ラサール石井
  - 元木大介

## セットリスト
1. 第三の男/エアヴィジュアルバンド
2. オープニングソング・弱虫サンタ～Remix Ver.～
3. もうすぐクリスマス/里田まい with 合田兄妹
4. Dear Friends-友へ-/フレンズ
5. 沖縄に行きませんか/サーターアンダギー
6. 学校へ行こう/まいける＆はなか
7. I Believe 〜夢を叶える魔法の言葉〜～幸せになろうメドレー/南明奈のスーパーマイルドセブン
8. レッド・アイ／スザンヌ×スザンぬ
9. Don't leave me/里田まい with 合田家族
10. 少し楽になりましたか/波田原西
11. 僕らには翼がある～また会おう～/ツバサ
12. 恋物語/サーターアンダギー
13. ずっと…／サーターアンダギー×新選組リアン
14. サラリー★マン／品川祐とスベラーズ
15. ラクダになるぞ／ラクダとカッパ with　ラクダ隊&カッパ隊 from HAダンサーズ2010
16. お台場の女/部長と部下
17. 出会えてよかった/トモとスザンヌ
18. 夜更けのバラッド/崎本大海
19. 風をさがして/矢口真里とストローハット with Akane & Akina
20. 天秤〜強がりな私×弱がりな君〜/misono
21. Love letter/つるの剛士
22. はやぶさ/つるの剛士
23. 遊助スーパーヒットメドレー（今日の花～ミツバチ～ライオン）/遊助
24. ひと/遊助
25. ひとつ500円で買い取らせていただきます/スベラーズ
26. 天下無敵の一発屋/一発屋2010
27. コント赤信号ライブ2010
28. Dear Friends-友へ-/FRENDSII
29. 恋のヘキサゴン/サーターアンダギー
30. ヤンバルクイナが飛んだ/おじサーター
31. 羞恥心/Pabo
32. アブラゼミ♂東京バージョン/雄×紳×剛×AIR BAND
33. 陽は、また昇る/ヘキサゴンオールスターズ

アンコール
1. 大切な人/サーターアンダギー
2. カナエ カナエ/famille 〜ファミーユ〜
3. 羞恥心/アンガールズ
4. 羞恥心〜Shame Remix 2010〜/羞恥心
5. 僕らには翼がある〜大空へ〜/ヘキサゴンオールスターズ

## その他
- オープニングでは羞恥心の弱虫サンタをRemixした音楽が流れた（京セラドーム大阪でのオープニングもこの曲が採用された）。
- 昨年に引き続き、庄司の妻である藤本美貴は関係者席で観覧していて、MCで庄司が「ミキティー!!」と叫んだ後にスポットライトを照らされて大画面モニターに映る場面もあった。
- 矢口真里とストローハットの「風をさがして」では大沢あかねが妊娠していないにも拘らず東京国際アニメフェア2010に引き続き妊婦用の衣装を着用して歌を披露。
- トモとスザンヌの「出会えてよかった」の途中で、この年に入籍した藤本敏史と木下優樹菜夫妻が登場した。
- ラストの出演者紹介では、まいける&はなかは小学生であるため夜の部には登場しなかった。
- コンサート開催が決まった当初は具志堅用高が出演予定で、新選組リアンはなかった（ただし、具志堅は京セラの野球大会に参加はしている）。
- ヘキサゴンへの復帰を果たしていなかった野久保直樹はアンコールの「羞恥心2010」では、VTRとCD音源のみの登場で特別出演としてラストの出演者紹介でも紹介されたが、当時シアターGロッソの『天装戦隊ゴセイジャー』ショーに出演中のさとう里香、金剛地武志、産休中の辻希美は紹介されなかった。しかし、出演者紹介の最後に紳助が「きっと野久保もみてるよ。たぶん、僕の楽屋に設置してあるモニターを見てます」と、野久保が紳助の楽屋でライブ観覧していることを明かした。
- 今回は放送権獲得クイズが放送されなかった。

## DVD
2011年3月16日に、上記のコンサートが収録されたDVDが発売された。スタンダードバージョンとデラックスバージョンの2種類。デラックスバージョンには2週間後の2010年12月25日に京セラドームで行われた野球大会が収録されている。こちらの正式タイトルはクイズ！ヘキサゴンII Presents スーパークリスマスパーティー2010 決戦！オールスター野球大会である。つまりデラックスバージョンでは2つのヘキサゴンファミリーコンサートを楽しめる。

### 収録内容

#### Deluxs Version (デラックスバージョン)

##### DISC 1
1. 本編
  - セットリストは、上記と同じ。

しかし、アンコールはデラックスバージョンのDISC 2に収録され、遊助の「ひと」は収録されないがオイラの村ですケド。に収録されている。

##### DISC 2
1. アンコール
2. 舞台裏密着!メイキング・オブ・ヘキサゴンファミリーコンサート
3. 熱唱!スーパーヒットメドレー
  1. オープニングソング・弱虫サンタ～Remix Ver.～ / 羞恥心
  2. もうすぐクリスマス / 里田まい with 合田兄妹
  3. 恋物語 / サーターアンダギー
  4. I Believe 〜夢を叶える魔法の言葉〜 / 南明奈のスーパーマイルドセブン
  5. ずっと… / サーターアンダギー×新選組リアン
  6. 幸せになろう / 南明奈のスーパーマイルドセブン
  7. 風をさがして / 矢口真里とストローハット with Ranko & Akina
  8. Dear Friends -友へ- / フレンズ
  9. 恋のヘキサゴン / Pabo
  10. 羞恥心 / アンガールズ
  11. 泣かないで / 羞恥心
  12. 陽は、また昇る / ヘキサゴンオールスターズ
4. 決戦!オールスター野球大会

（実況／田中大貴・リポート／中村仁美・ナレーション／福永一茂各アナウンサー・ゲスト／高橋尚成（ロサンゼルス・エンゼルス）、山﨑武司（東北楽天ゴールデンイーグルス）、涌井秀章（埼玉西武ライオンズ））

#### Standard Version (スタンダードバージョン)

##### DISC 1
1. 本編